# 고잔지
고잔지(高山寺) 또는 고산지는 일본 교토부 교토시 우쿄구에 있는 불교 사원이다. 1994년, 고도 교토의 문화재의 일부로 유네스코 세계유산으로 등록되었다.